# Gorica (Krško)
Gorica is een plaats in Slovenië en maakt deel uit van de gemeente Krško in de NUTS-3-regio Spodnjeposavska. De plaats telde 154 inwoners op 1 januari 2020.